# Campanula robertsonii
Campanula robertsonii là loài thực vật có hoa trong họ Hoa chuông. Loài này được Gamble mô tả khoa học đầu tiên năm 1913.